# Windenergie in Chile

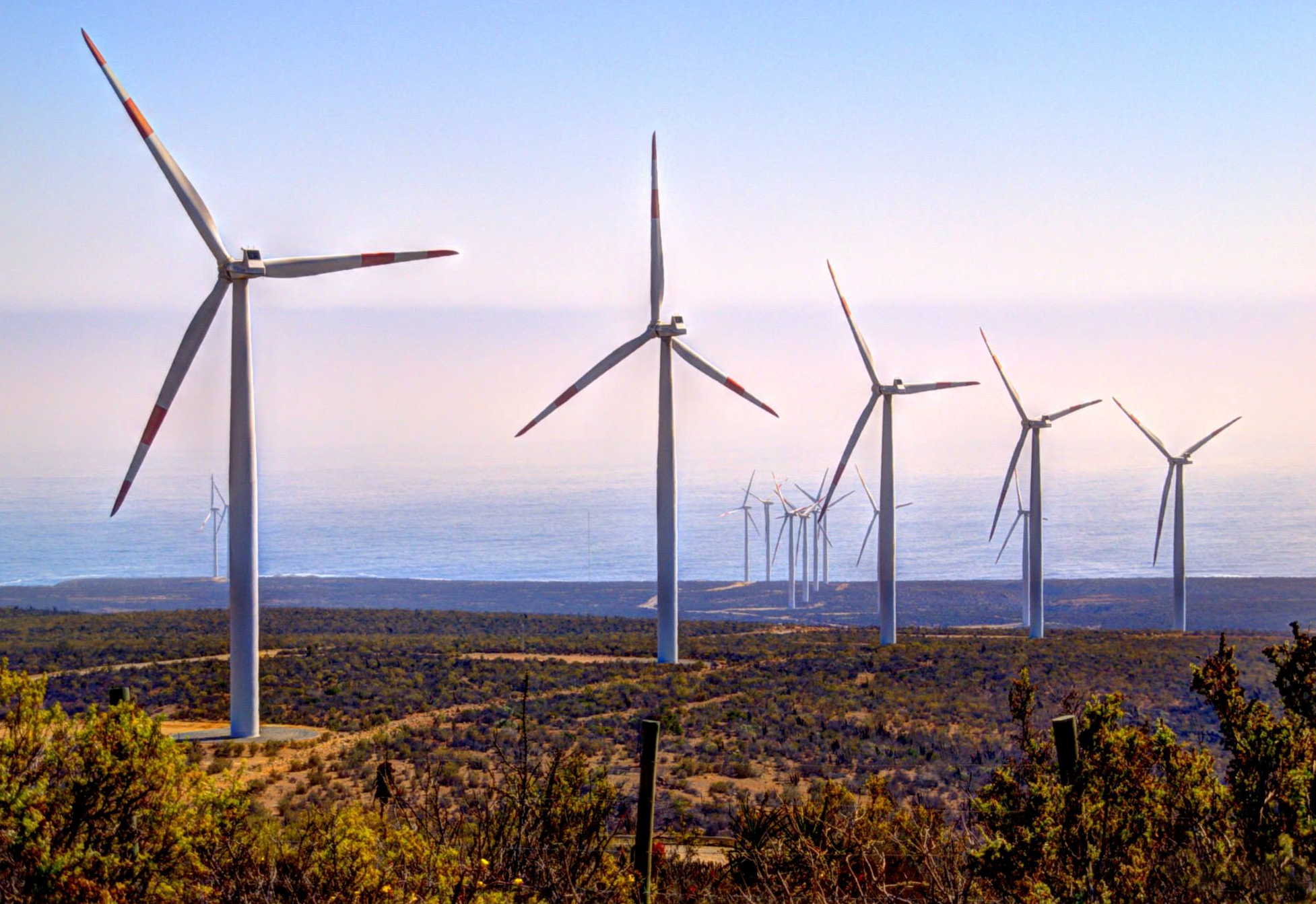
Windpark in Chile

Die Windenergie in Chile spielt eine bedeutende Rolle bei der Stromerzeugung des Landes. In einer von der Bundesregierung in Zusammenarbeit mit Porsche und Siemens geförderten Pilotanlage mit dem Namen Haru Oni wird Windenergie außerdem dazu genutzt, Wasserstoff und Kraftstoffe herzustellen.

## Installierte Leistung und Jahreserzeugung
Laut CIA verfügte Chile im Jahr 2020 über eine (geschätzte) installierte Leistung von insgesamt 29,808 GW (alle Kraftwerkstypen); der Stromverbrauch lag bei 75,302 Mrd. kWh. Die installierte Leistung der Windkraftanlagen (WKA) stieg von 2 MW im Jahr 2006 auf 3137 MW im Jahr 2021; die Jahreserzeugung stieg von 0,3 TWh im Jahr 2010 auf 7,4 TWh im Jahr 2021 und 9,46 TWh im Jahr 2023.
| Jahr | Inst. Leistung (MW) | Erzeugung (TWh) |
| ---- | ------------------- | --------------- |
| 2006 | 2                   |                 |
| 2007 | 20                  |                 |
| 2008 | 20                  |                 |
| 2009 | 168                 |                 |
| 2010 | 172                 | 0,3             |
| 2011 | 205                 | 0,3             |
| 2012 | 205                 | 0,4             |
| 2013 | 331                 | 0,6             |
| 2014 | 836                 | 1,4             |
| 2015 | 933                 | 2,1             |

| Jahr | Inst. Leistung (MW) | Erzeugung (TWh) |
| ---- | ------------------- | --------------- |
| 2016 | 1424                | 2,45            |
| 2017 | 1540                | 3,52            |
| 2018 | 1719                | 3,58            |
| 2019 | 2150                | 4,89            |
| 2020 | 2150                | 5,55            |
| 2021 | 3137                | 7,62            |

| Jahr | Inst. Leistung (MW) | Erzeugung (TWh) |
| ---- | ------------------- | --------------- |
| 2022 | 3830                | 8,88            |
| 2023 | 4510                | 9,46            |
| 2024 | 4884                |                 |
| 2025 |                     |                 |

Das Windenergiepotential Chiles wurde auf 40000 MW geschätzt.